# The Brotherhood VI: Initiation
Série The Brotherhood
The Brotherhood V: Alumni
(2009)
Pour plus de détails, voir Fiche technique et Distribution.
The Brotherhood VI: Initiation est un film d'horreur homoérotique américain produit et réalisé par David DeCoteau, sorti en 2009.

## Synopsis
Lorsqu'un groupe de gars s'invite dans une cabane isolée pour leur initiation à la fraternité, ils sont accueillis par un bûcheron assoiffé de sang…

## Fiche technique
Sauf indication contraire, les informations mentionnées dans cette section peuvent être confirmées par la base de données cinématographiques IMDb,  présente dans la section « Liens externes ».
- Titre original et français : The Brotherhood VI: Initiation
- Réalisation : David DeCoteau
- Scénario : D.N. Grove
- Musique : Jerry Lambert
- Décors : David Lordan
- Costumes : n/a
- Photographie : Howard Wexler
- Montage : Danny Draven
- Production : Paul Colichman, David DeCoteau et Stephen P. Jarchow
- Société de production : Rapid Heart Pictures
- Société de distribution : n/a
- Pays de production :  États-Unis
- Langue originale : anglais
- Genre : horreur homoérotique
- Durée : 86 minutes
- Date de sortie :
  - États-Unis : 19 janvier 2009

## Distribution
- Tyson Breech : Morris
- Burke Carter : Boyd
- Joshua Christian : John Ralston
- Sasha Formoso : Tatianna
- Aaron Jaeger : Kevin
- Austen Jesse : Andy
- Bryan McMullin : Shane
- Dominick Monteleone : Garrett
- James Preston : Doug
- Jeremy Ray Simpson : Eddie

## Production
Le tournage a lieu à Los Angeles, en Californie.